# إبراهيم أبو النجا
إبراهيم موسى إبراهيم أبو النجا (وُلد في 10 يناير 1941 في بئر السبع – ) هو سياسي فلسطيني، شغل منصب وزير الزراعة في حكومة أحمد قريع الثانية، وكان أمين سر اللجنة القيادية العليا لحركة فتح في قطاع غزة وناطقًا مؤقتًا باسمها، وكان محافظًا لمحافظة غزة بين عامي 2017 و2023.

## الحياة العملية
- أدى في 1 يونيو 2004، اليمين الدستورية وزيرًا للزراعة في حكومة أحمد قريع الثانية خلفًا لروحي فتوح.[4]
- عُين في 11 يونيو 2005، رئيسًا لهيئة مكافحة الكسب غير المشروع.[5]
- عُين في 24 مارس 2007، رئيسًا للجنة الوطنية العليا للوفاق الوطني.[6]
- عُين في 31 ديسمبر 2017، محافظًا لمحافظة غزة.[2] وفي 10 أغسطس 2023 أُحيل إلى التقاعد.[3]

## أوسمة
في 17 أغسطس 2023، منحه الرئيس محمود عباس نجمة الاستحقاق من وسام دولة فلسطين.